# Регулювальна арматура

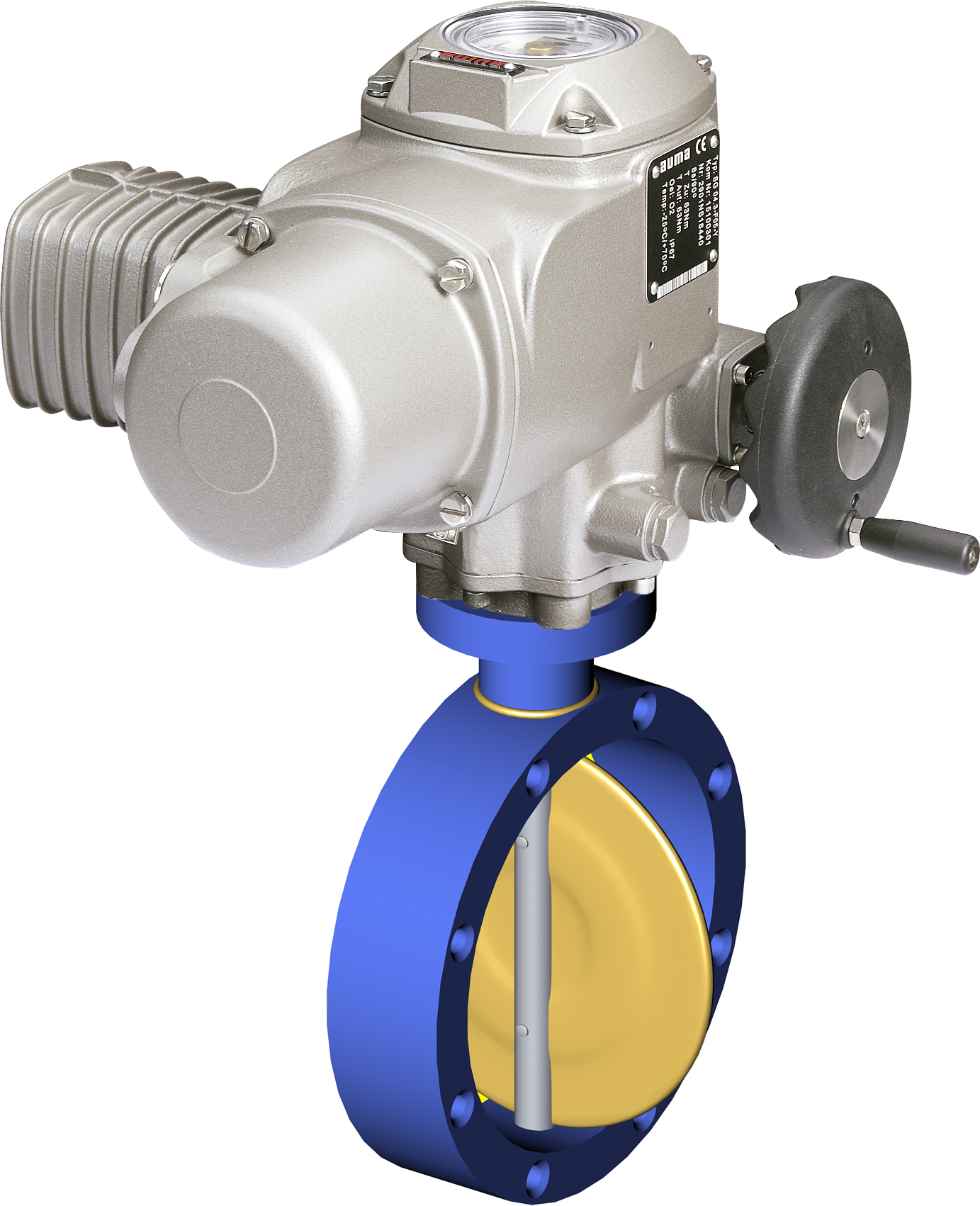
Регулювальна арматура з електроприводом

Регулюва́льна армату́ра — це вид трубопровідної арматури, призначений для регулювання параметрів робочого середовища, що переміщається трубами, шляхом змінювання прохідного перетину. У поняття регулювання параметрів входить регулювання витрати середовища, підтримання тиску середовища в заданих межах, змішування різних середовищ у необхідних пропорціях, підтримання заданого рівня рідини у посудині під тиском та деякі інші. Виконання всіх своїх функцій регулювальна арматура здійснює за рахунок зміни витрати середовища через свій прохідний переріз.
Залежно від конкретних умов експлуатації застосовуються різні види керування регулювальною арматурою, частіше за все при цьому використовуються зовнішні джерела енергії (приводи) та управління за командою на основі інформації, отриманої від давачів, які фіксують параметри середовища в трубопроводі. Використовується також автоматичне керування безпосередньо від робочого середовища, а також ручне керування.
Залежно від параметрів робочого середовища (тиску, температури, хімічного складу та ін.) до кожного виду регулювання ставляться різні вимоги, що призвело до появи різноманітних конструктивних типів регулювальної арматури. З точки зору автоматизації виробництва кожен з цих типів розглядається як елемент автоматизованої системи керування технологічним процесом за участю рідких чи газоподібних робочих середовищ та забезпечує регулювання на основі отримуваної командної інформації.

## Класифікація конструкцій

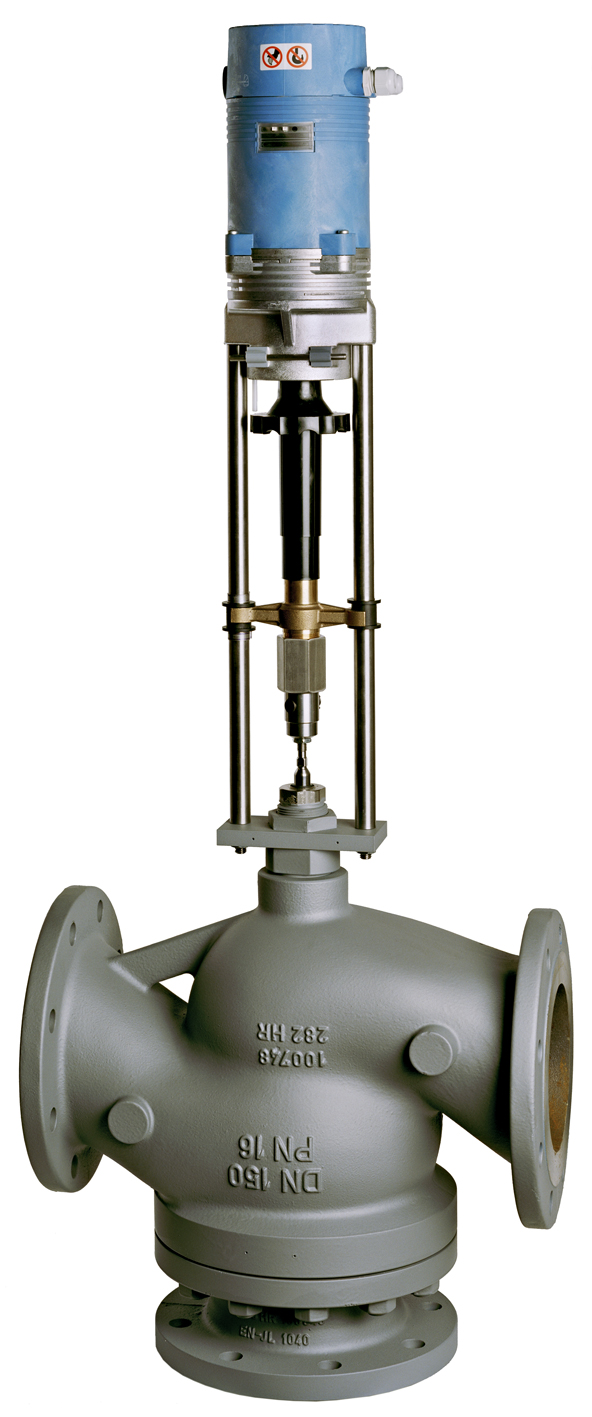
Регулювальний клапан з електричним приводом

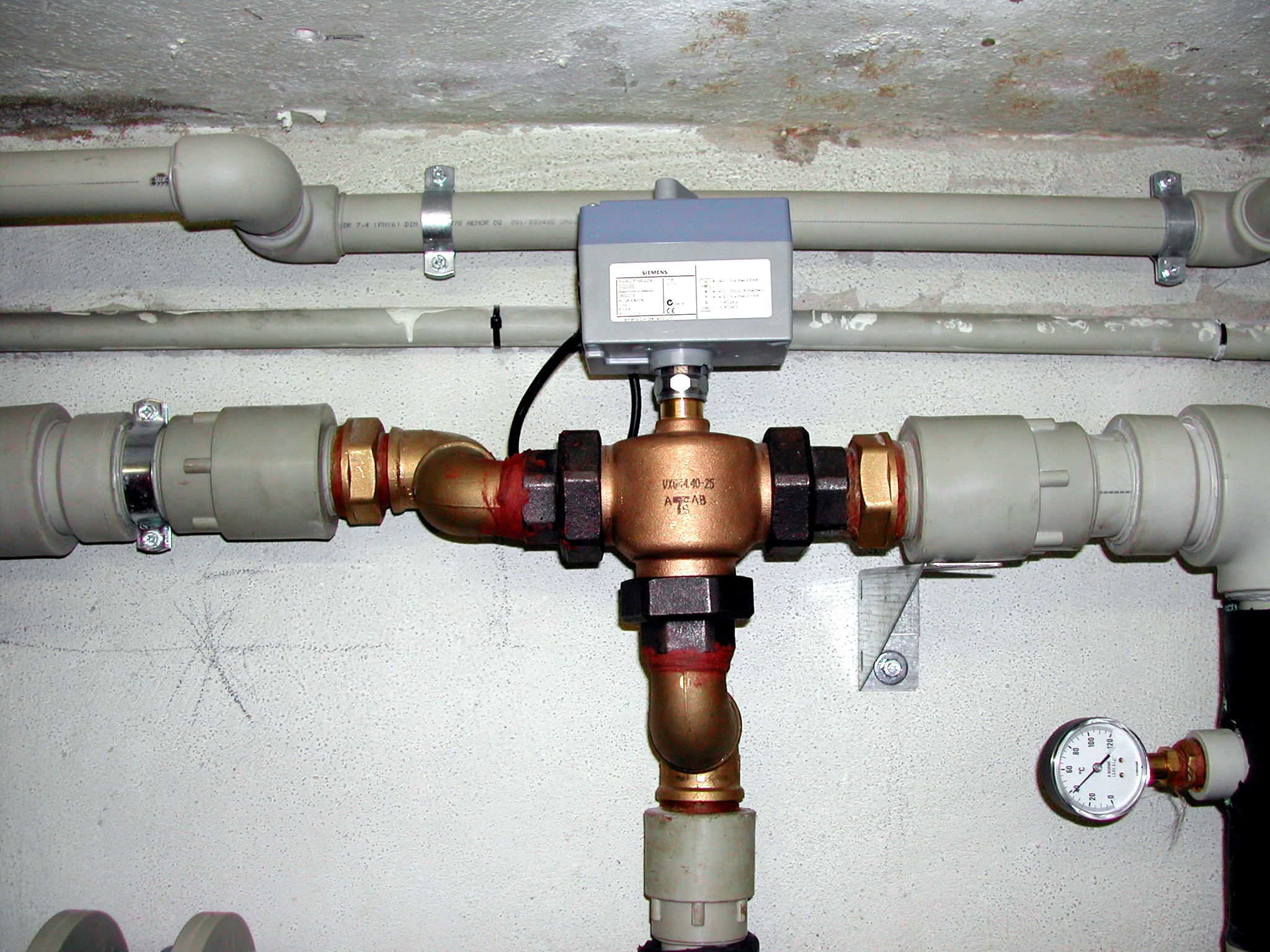
Змішувальний клапан Siemens

### Регулювальний клапан
Ці пристрої набули найбільшого поширення серед різних типів регулювальної арматури. Більшість з них дуже схожі за конструкцією із запірними клапанами, але мають і свої специфічні особливості.
За напрямком потоку робочого середовища регулювальні клапани поділяються на:
- прохідні — ті, що монтуються на прямих ділянках трубопроводу, в них напрям потоку робочого середовища не змінюється;
- кутові — змінюють напрям потоку на кут 90°;
- триходові (змішувальні) — мають три патрубки (два вхідних і один вихідний) для змішування двох потоків середовища з різними параметрами в один потік. В сантехніці — це змішувач.

Для керування регулювальними клапанами використовуються електроприводи, електромагнітні приводи та пневмоприводи. Щоб зусилля від потоку робочого середовища і Сила тертя в напрямних та ущільненнях не приводили до зниження точності роботи клапана, використовуються додаткові пристрої — позиціонери

### Запірно-регулювальний клапан
За допомогою цього пристрою здійснюється як регулювання за заданою характеристикою, так і повне закриття затвора за нормами герметичності для запірної арматури, що забезпечується спеціальною конструкцією плунжера, який має профільну частину для регулювання, а також ущільнювальну поверхню для щільного прилягання до сідла у закритому стані; така конструкція є двосідельною.

### Змішувальний клапан
Такі клапани використовуються у тих випадках, коли необхідно в певних пропорціях змішувати різні середовища, наприклад холодну і гарячу воду, витримуючи постійним певний параметр (наприклад, температуру) або змінюючи його за заданим законом. Відмінність змішувальних клапанів від регулювальних полягає в тому, що керувальний вплив, котрий задає положення плунжера в першому, визначає витрати одночасно двох середовищ, а не одного, як у регулювальних клапанах.

### Регулятор рівня
Регулятори рівня використовуються у посудинах під тиском, що застосовуються в енергетиці, в устаткуванні хімічного виробництва, у харчовій промисловості. Керуються вони поплавцем, за командою від якого відбувається впуск додаткової кількості рідини (регулятор живлення) або випуск надлишкової рідини (регулятор переливання).

### Регулятор тиску прямої дії
Регулятори прямої дії служать для підтримання сталого тиску в трубопроводі, коли в ньому відбуваються коливання тиску робочого середовища, неприпустимі для нормальної роботи технологічної системи або устаткування.
На відміну від арматури непрямої дії, у якій для безперервного регулювання потрібно відстежувати спеціальними давачами стан контрольованого параметра і при його відхиленні від норми видавати командний сигнал приводу, регулятор прямої дії спрацьовує безпосередньо від середовища на контрольованій ділянці трубопроводу без використання сторонніх джерел енергії. Крім цих регуляторів, арматурою прямої дії є запобіжні клапани, що відносяться до запобіжної арматури і зворотні клапани, що відносяться до захисної арматури.